# Седощенко, Том
Том Седощенко (англ. Tom Sedotschenko, 12 ноября 1970 - 1 мая 1999 ) — первый вокалист немецкой группы EverEve.

## Биография

### Участие в EverEve
Том Седощенко пришёл в EverEve в 1993 году, когда группа определялась со стилем. С участием Тома были записаны первые демоальбомы: On The Verge Of Tears, Seasons Of Love And Desperation, а также промосплит альбом совместно с группой Parricide. Том обладал голосом широкого диапазона, мог исполнять разноплановые партии — от чистого вокала до хрипящего гроула и скрима.
В 1996 году группой EverEve был записан дебютный полноформатный альбом Seasons, на котором за авторством Тома Седощенко были представлены тексты шести песен из десяти, кроме того его участие отмечено в написании музыки на песню «Under A Summer Sky». Безусловно, заслуга Тома — в заданной группе тематике. Настроение отчаяния и метафизической тоски в альбоме Seasons придало ему оригинальность, и очень удачно слилось с тяжёлым звучанием группы. Эту же атмосферу группа сохранила на следующем альбоме Stormbirds, который записывала в 1997 году.
Stormbirds отличался ещё большей депрессивностью, его звучание стало мелодичнее, однако, тексты повествовали о безысходности, гневе и безумной печали. После выпуска этой работы музыкантов стали преследовать коммерческие неудачи, а параллельно Том избегал репетиций на протяжении практически всего 1998 года.
В итоге группа решила расстаться со своим вокалистом. О причинах высказывают разные мнения, но чаще всего звучит версия депрессивного состояния Тома, что привело к творческим разногласиям с остальными участниками коллектива. На смену ему в январе 1999 года пришёл Бенджамин Рихтер.
Во время подготовки следующего альбома Том покончил с собой.
Следующий свой альбом Regret EverEve посвятили ушедшему из жизни Тому Седощенко.

## Дискография
- 1995 — Promo-Split
- 1996 — Seasons
- 1998 — Stormbirds